# Wallfahrtskapelle Maria Alber (Friedberg)

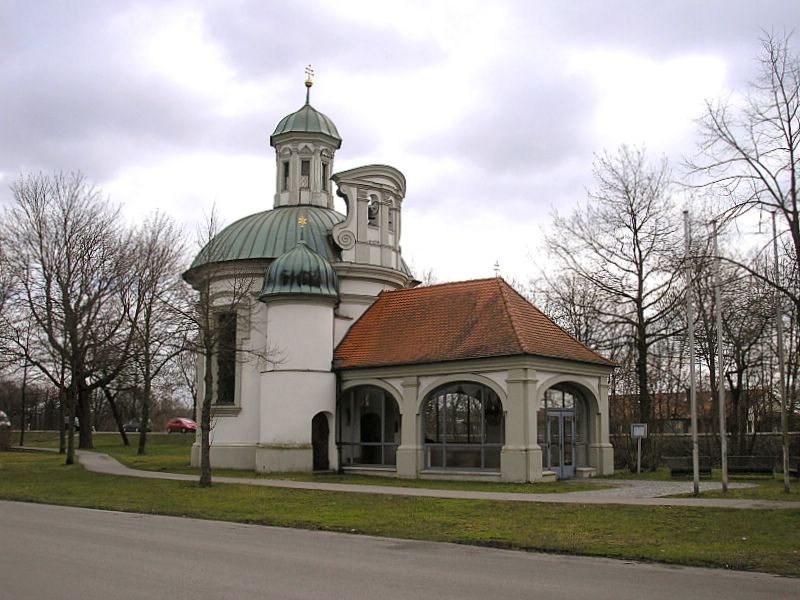
Gesamtansicht von Nordwesten

Die katholische Wallfahrtskapelle Maria Alber ist ein barocker Zentralbau im Westen der Stadt Friedberg (Landkreis Aichach-Friedberg, Schwaben). Das kleine Gotteshaus wurde neben der Verbindungsstraße nach Augsburg errichtet und birgt eine Nachbildung des Altöttinger Gnadenbildes.

## Geschichte

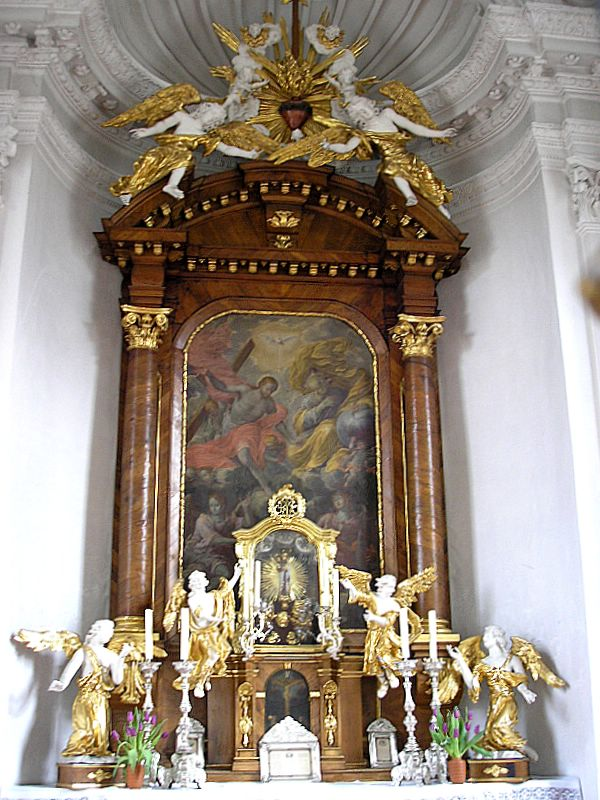
Der Altar mit dem Gnadenbild

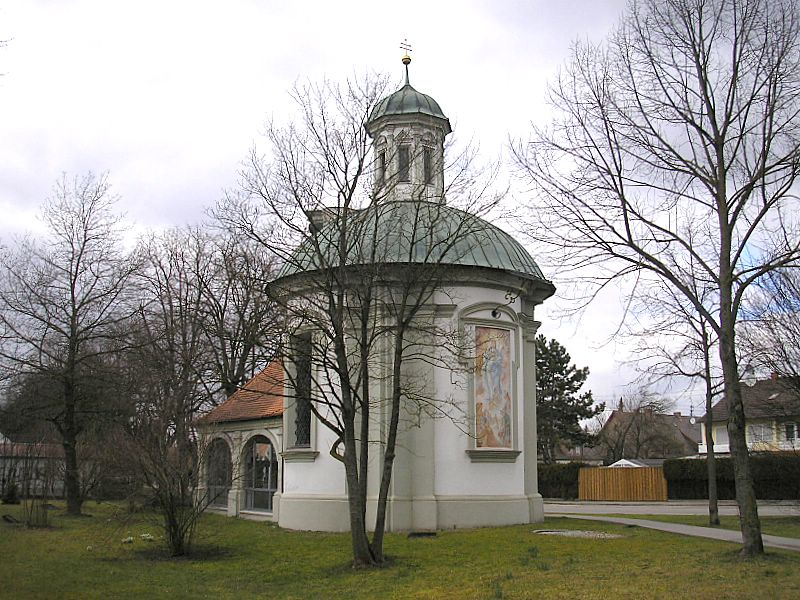
Gegenblick von Südosten

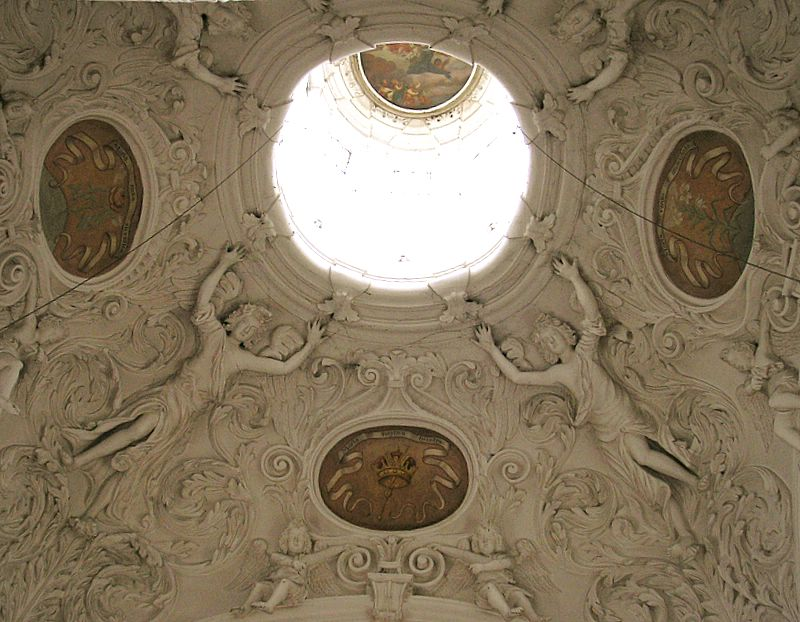
Die Laternenkuppel

Die Wallfahrt geht auf das Jahr 1686 zurück, als der bayerische Zollbeamte Arnold Schwenkh eine Nachbildung des Altöttinger Gnadenbildes in einen hohlen Baumstamm setzte. Schwenkh gehörte zur Besatzung der Zollstation Hochzoll (heute Stadtteil von Augsburg) am nahen Lechübergang.
Die zunehmende Verehrung der „Altöttinger Muttergottes“ machte bald den Bau einer kleinen Holzkapelle nötig. Ein Jahr vor seinem Tod legte Schwenkh den Grundstein zur bestehenden Kapelle, die bereits 1694 im Rohbau vollendet war. Die ehemals offene Vorhalle und der Treppenturm wurden 1717 angefügt. 1938 kam es zu einer ersten größeren Renovierung unter dem Friedberger Stadtpfarrer J. Wassermann. 1939 verglaste man die Arkadenbögen der Vorhalle. Eine weitere Teilsanierung begann 1968. 1988 wurde die Kapelle schließlich umfassend renoviert und ist wieder zur Andacht und Besichtigung geöffnet.
Wegen ihrer „Grenzlage“ zwischen Augsburg und Friedberg gehört die Wallfahrtskapelle kirchlich zur Pfarrei Heilig-Geist Augsburg-Hochzoll und Friedberg-West, politisch aber zum Stadtgebiet Friedbergs.

## Beschreibung
Der Hauptbau ist eine Vierkonchenanlage mit Laternenkuppel. An den eigentlich quadratischen Zentralraum sind vier halbrunde Apsiden angefügt, so dass sich das Bild eines Rundbaues ergibt. Außen und innen gliedern Pilaster die Anlage. Ungewöhnlich ist der geschwungene Schaugiebel im Westen. Zwischen den Pilastern hängen die beiden Glocken offen in Rundbögen, eine sonst eher in Südeuropa zu findende Anordnung. Die achteckige Laterne über der kupfergedeckten Kuppel wird wie das Treppentürmchen von einer geschwungenen Haube bekrönt.
Die ursprünglich offene Vorhalle im Westen ist eher schlicht gehalten. Zwei korbbogige Arkaden zwischen Pilastern tragen das Ziegeldach. Auf dem Deckenfresko kniet der Stifter vor dem Gnadenbild im Baumstamm (Johann Reismiller, 1719).
Die Kuppel des Zentralbaues trägt schweren Akanthusstuck Wessobrunner Art. Vier große Stuckengel mit ausgebreiteten Armen scheinen den Laternenring zu stützen, dazwischen zeigen kleine Kartuschen marianische Symbole.
Der Altar im Hauptraum entstand um 1700. Das Altarblatt zeigt die Heilige Dreifaltigkeit (Johann Georg Knappich, 1719). Die Engelsfiguren auf den Giebeln werden Bartholomäus Eberl (1711) zugeschrieben. Die vier Engel neben dem Tabernakel mit dem Gnadenbild schuf wohl der Friedberger Bildhauer und Goldschmied August Niggl im Jahr 1767. Der Tabernakel selbst ist von dem Augsburger Bildhauer Bernhard Bendl.